# Immigrath
Immigrath ist der Stadtteil der Stadt Langenfeld (Rheinland), der heute die Stadtmitte bildet.

## Geografie

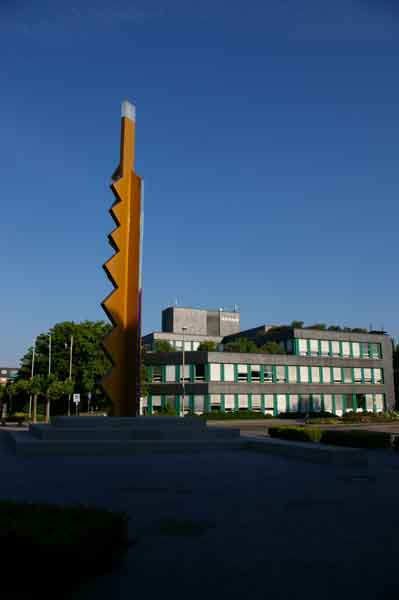
Rathaus Langenfeld

Nördlich an Immigrath grenzt Richrath an, den Osten teilen sich Langenfeld-Wiescheid und nach Süden hin Leichlingen (Rheinland). Die Südgrenze bildet Reusrath, ebenfalls zu Langenfeld gehörend wie Berghausen im Westen. Das im Südwesten angrenzende Langenfeld-Mitte, in der heute das Amtsgericht zu finden ist, gehörte früher zu einem großen Teil zu Immigrath. Diese alte Mitte der Stadt wird unter anderem wegen des früheren Rathausstandortes und der Verlagerung des Verwaltungssitzes an die Kreuzung Theodor-Heuss-Straße, Solinger Straße und Richrather Straße heute wie ein eigener Stadtteil behandelt. Möglicherweise wird Langfort, welches in den 1970er-Jahren aus Teilgebieten Richraths und Berghausens hervorging, einmal diesem Vorbild folgen.
Immigrath liegt im Wesentlichen auf der Flussterrasse des Rheins, die auch als „Heideterrasse“ bezeichnet wird. Der Stadtteil ist daher weitgehend abgeflacht und wird nur von einigen Bächen durchzogen, die vom Westrand des Bergischen Landes herab fließen. Zu nennen sind hier insbesondere der Hardtbach sowie der aus Gladbach mit gleichem Namen stammende Gladbach, die sich zum Immigrather Bach vereinigen. Des Weiteren erwähnenswert ist der aus Quellen in Leichlingen und Quelltöpfen des Further Moores gespeiste Blockbach. Alle Bäche führen ihr Wasser dem Galkhauser Bach zu, heute „Grenze“ zu Langenfeld-Mitte, der über den Garather Mühlenbach in den Baumberger Altrheinarm mündet.
Eine erste geografische Besonderheit ist eine Geländeerhebung, gebildet durch mutmaßlich einen verlandeten Seitenarm des inzwischen weit entfernt liegenden Rheins, die sich ab der heutigen Hauptstelle der Sparkasse durch die Straßen Hans-Holbein-Straße, Im Schaufsfeld und Im Bruchfeld zieht. In den diese Straßen querenden Straßen ist die nur wenige Meter messende Erhebung besonders spürbar. Eine weitere (oder aber die Verlängerung der ersten) Sanddüne ist für den Bereich Solinger Straße, Richrather Straße, Breslauer Straße und Feldstraße zu verzeichnen. In der Hardt dann steigt das Gelände allmählich in Richtung Wiescheid zu den Höhen des Bergischen Landes hin an.
Eine zweite und mit Wiescheid gemeinsame Besonderheit weist Immigrath durch die Reste der Sandberge auf, die noch als Leichlinger Sandberge bekannt sind. Sie sind auf der Leichlinger Seite bis auf einen halben Heidberg vollständig von der Baustoffindustrie abgebaggert worden und werden heutzutage durch eine Mülldeponie wieder verfüllt. Auf der Langenfelder Seite dagegen erhalten haben sich dagegen drei Berge mit den Namen Kellerhansberg, Spürklenberg und Wenzelnberg.

## Geschichte

### Älteste Zeugnisse
Wie an anderen Stellen des Stadtgebietes, datieren älteste Funde aus der Steinzeit. So wurde aus der Jüngeren Steinzeit am Spürklenberg das Bruchstück eines Steinbeils gefunden sowie westlich und östlich des ehemaligen Immigrather Bahnhofs ein Steinbeil und ein Becher aus gleicher Zeit. Im Sinne dauerhafter Behausungen besiedelt dürfte Immigrath wohl seit dem 9. Jahrhundert sein, sofern die Grabungsbefunde an den Kirchen von Richrath und Reusrath auf alle Orte mit der Endung -rath (für Rodung) übertragen werden dürfen. Archäologische Grabungen in Immigrath dürften inzwischen durch die rege Bautätigkeit seit dem Beginn des 20. Jahrhunderts mutmaßlich keine Aussicht auf Erfolg mehr haben. Zu hoffen bleibt daher auf Zufallsfunde, wie im Falle der von einem Kind gefundenen Mercurius-Statuette in Richrath.

### Herkunft des Namens „Immigrath“
Die Herkunft des Namens ist, wie auch der Beginn der Besiedlung, noch ungeklärt. So wird „Immig“ von Heinrich Dittmaier als die Rodung eines Imicho gedeutet, andere vermuten als Namensgeber einen Immo und wieder andere nehmen eine Rodung in den Eichen (Immen?) an, wovon die Eichenfeldstraße Zeugnis ablegen soll.

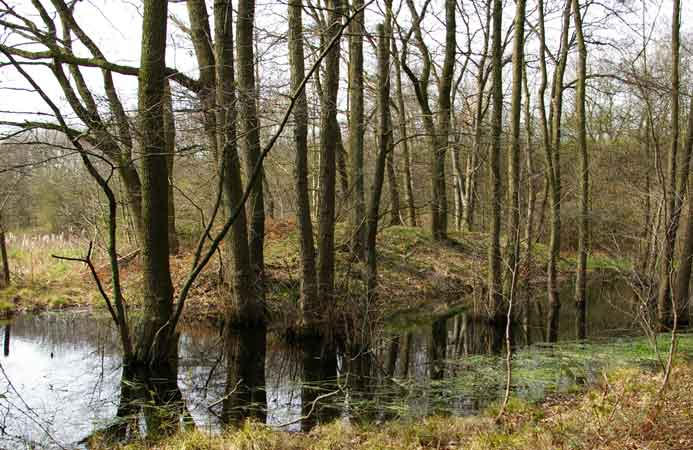
Motte Flachenhof am Blockbach

### Erste Siedlungsplätze
Eine erste urkundliche Erwähnung erfuhren Höfe in Gladbach bei Immigrath in den Jahren 1350/1370. Zählt man das heute zu Mitte zählende Meisental „Meysenole“ (Nähe Mautpfad) mit hinzu, sogar schon 1336. Die Dückeburg wird ein erstes Mal 1444 urkundlich genannt, Immigrath selbst 1446. Erwähnenswert ist des Weiteren eine noch undatierte mittelalterliche Motte in der Verlängerung der Burgstraße am Flachenhof (Motte Flachenhof), deren Überreste heute als Bodendenkmal eingetragen sind. Scherbenfunde dort datieren zurück sogar bis in das 12. Jahrhundert. Keine feste Unterkunft aber ein womöglich zeitweise besetztes römisches Standlager gegen aufständische Germanen wird zudem aufgrund von Urnenfunden aus römischer Zeit am Knochenberg vermutet.

### Die Entwicklung des Stadtteils
Wie in ganz Langenfeld begann auch Immigraths Siedlungsgeschichte mit der Urbarmachung von Wald-, Moor- und Heideflächen, einer Tätigkeit, die sich bis in die frühen Jahrzehnte des 20. Jahrhunderts hinzog. Ab der frühen Neuzeit kamen verschiedene Nebenerwerbstätigkeiten für die Solinger Schneidwarenindustrie sowie die Verarbeitung von Wolle mit hinzu. Die weitere Entwicklung des Stadtteils ist durch günstige Verkehrsanbindungen mitgeprägt worden. Einen großen Entwicklungsschub erfuhr Immigrath durch die Eröffnung der Bahnstrecke Mülheim-Speldorf–Troisdorf der ehemaligen Rheinische Eisenbahngesellschaft am 18. November 1874. Damit wurden erstmals in größerem Maße Industrie- und Gewerbebetriebe angelockt, sich in Immigrath niederzulassen. Erste Webereien siedelten sich ab etwa 1860 und Metallverarbeitende Betriebe ab etwa 1895 an. Heute ist in vielfältiger Weise produzierendes und Handeltreibendes Gewerbe in Langenfeld beheimatet.
Lange vor Aufkommen der Eisenbahn war der Mauspfad der älteste Fernhandelsweg durch das Rheinland, über den der Austausch von Waren und Dienstleistungen erfolgte. Aber nicht nur Handelsgüter, sondern mutmaßlich ebenso Ideen wurden über die Kontakte der Reisenden untereinander ausgetauscht. Im frühen Mittelalter war der Mauspfad dann ein Teil des Hanse-Wegenetzes, wurde dann aber durch den Aufstieg Düsseldorf stellenweise durch eine neue Nord-Süd-Route ersetzt, die Via Publica. Die unter anderem (nach den Endpunkten) auch Köln-Arnheimer Chaussee genannte Straße ist in Langenfeld identisch mit der heutigen B 8. Einen weiteren wichtigen Fernhandelsweg stellte die Provinzialstraße Elberfeld–Hitdorf zwischen Hitdorfer Rheinhafen und Bergischem Land dar, die heutige B 229. Sie war ebenfalls eine auf ältere Fernwege zurückgehende Verbindung. Über die Nord-Süd-Verbindung jedenfalls rollten ab 1668 die Postkutschen zwischen Köln und Düsseldorf und ab 1699 zusätzliche Postkarren zwischen Münster und Köln. Für das Jahr 1784 weist die Übersicht bereits vier Postlinien sowohl jeweils reitender wie fahrender Post (Richtungen Köln, Düsseldorf und Elberfeld) für die Cölln-Düsseldorfer Mittelstation aus, die in Langenfeld angesiedelt war. Damit stellte die Station ein wichtiges Drehkreuz für Reisende wie auch für die Verteilung der Post in alle vier Himmelsrichtungen dar. Diese geschichtliche Post-Tradition findet heutzutage mit dem Briefzentrum ihre Fortsetzung.

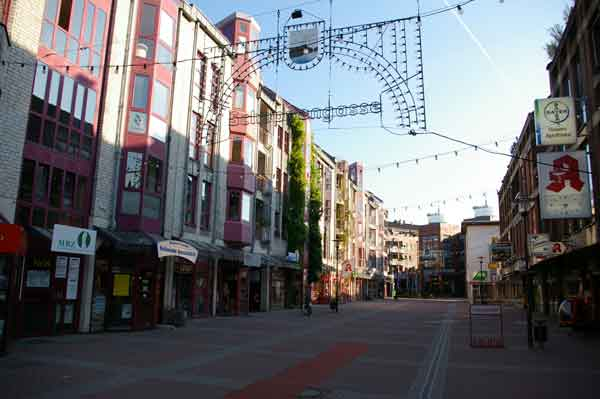
Schoppengasse durch Bebauung Marktplatz
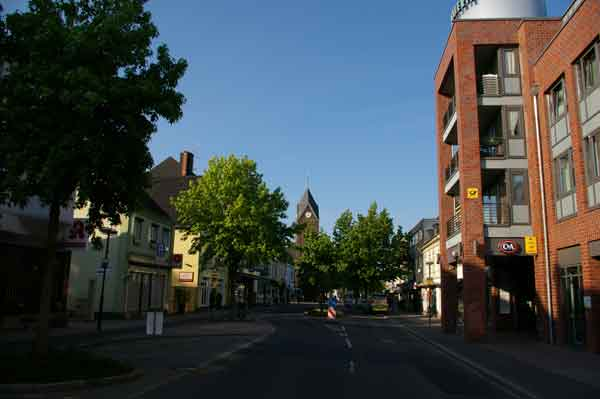
Solinger Straße mit Stadtgalerie in Immigrath
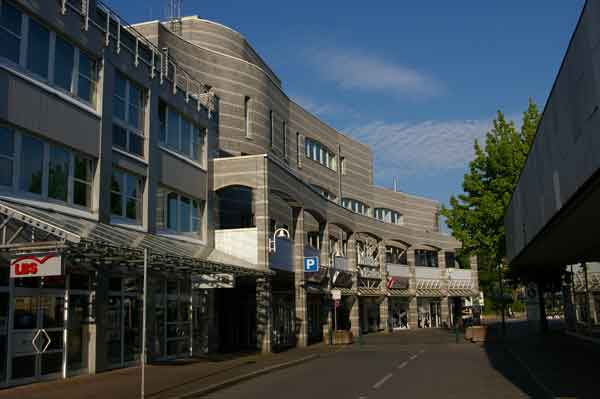
Marktarkaden, Immigrath, rechts einst Hertie
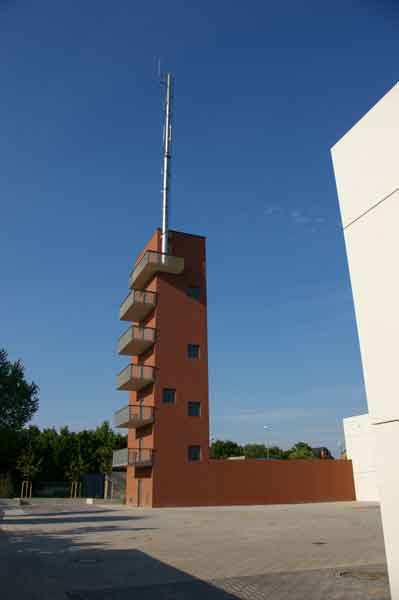
Feuerwehrhaus mit Logo-„L“ für Langenfeld

Zukunftsweisend war die Bündelung aller am Wohnungsbau Interessierten in Langenfeld im Bauverein Langenfeld, der 1919 als Zusammenschluss von Privatleuten und Firmen sowie der Stadt Langenfeld als Hauptanteilseignerin gegründet wurde, um Wohnungen für die Arbeiter zu schaffen, die mit der Industrialisierung nach Langenfeld kamen. Nicht ohne Grund steht daher die Siedlung am Steinrausch zwischen Immigrath und Richrath inzwischen unter Denkmalschutz.
Als wiederum zukunftsweisend entpuppt sich aus heutiger Sicht die Entscheidung der Abkehr von der alten Mitte mit der Hauptstraße als einziger und langgezogener Einkaufsmeile. Durch die Verlagerung des Rathauses nach Immigrath im Jahre 1977 (Einweihung am 1. Oktober 1977) ergab sich die Möglichkeit der Schaffung eines neuen Zentrums. Begonnen wurde nach dem Rathausbau zunächst mit der Marktplatzbebauung, die die heute beliebte Schoppengasse hervorbrachte, in der schon manches Weinfest über die Bühne ging. Mit der Errichtung der Marktarkaden als südliche Begrenzung der Innenstadt und der Markthalle im Sinne einer Angebotsbereicherung in Sachen Feinkost wurden nächste Schritte in die gleiche Richtung unternommen; außerdem gibt es zwei Einkaufszentren (Stadtgalerie und Marktkarrée).

### Entwicklung und Bildung
Wie angesprochen, spielte die Landwirtschaft die herausragende Rolle bis zum Ende des 19. Jahrhunderts, nicht nur in Langenfeld, sondern in ganz Europa. Die daneben aufkommende Verarbeitung von Wolle mittels Spinnen und Weben wurde dagegen erst ab dem 17. Jahrhundert ein zweites Standbein der hier lebenden Bevölkerung. Gut zweihundert Jahre früher wurden allerdings bereits Produkte in Heimarbeit für die Solinger Schneidwarenindustrie gefertigt. So wird im Jahre 1449 ein erster Messermacher für das, an der Stadtgrenze zu Solingen liegende und einstmals zu Langenfeld gehörende, Hackhausen genannt. Abgesehen von dieser Besonderheit im Raum Solingen zeigt jedoch die industrielle Entwicklungsgeschichte Langenfelds mit der Textilindustrie (nach heutigen Erkenntnissen) den Weg in die Industrialisierung nach, die gleich so für viele Regionen in Europa gelten darf. Verwiesen sei daher an dieser Stelle insbesondere auf das Lemma zur Industrieregion Langenfelds, der Hardt.
Von den einzelnen Menschen der Weiler und Bauerschaften, aus denen nicht nur Immigrath, sondern ganz Langenfeld zusammengewachsen ist, wird so gut wie nichts berichtet. Über Namen und Existenzen geben allenfalls Kirchenbücher Auskunft und dies auch nur, wann sie geboren wurden, heirateten, Kinder bekamen und starben. Grund hierfür ist, dass sie selbst nichts aufzeichneten, zumeist weil sie nicht lesen und schreiben konnten. Anders verhält es sich mit gebildeten Menschen dieser Zeit. Dies waren neben Adeligen einige Geistliche, so etwa Hermann Ludovici (1731–1802, katholischer Pfarrer an St. Martinus von 1767 bis 1802, der eine bemerkenswerte Weltchronik (Richrather Chronik) hinterließ) oder sein lutherischen Zeitgenossen Johannes Löh, Pastor an der Martin-Luther-Kirche in Reusrath, der sich mit Botanik beschäftigte und viel für den Gartenbau tat. Hieran mag man erkennen, dass nur Bildung einerseits den Ausweg aus Armut und Fremdbestimmung bieten und andererseits die Chance der Selbstverwirklichung eröffnen kann. Insoweit ist es die vornehmste Pflicht eines jeden Gemeinwesens, allen Bevölkerungsgruppen Zugang zur Bildung zu ermöglichen. Damit zu den Schulen des Stadtteils:

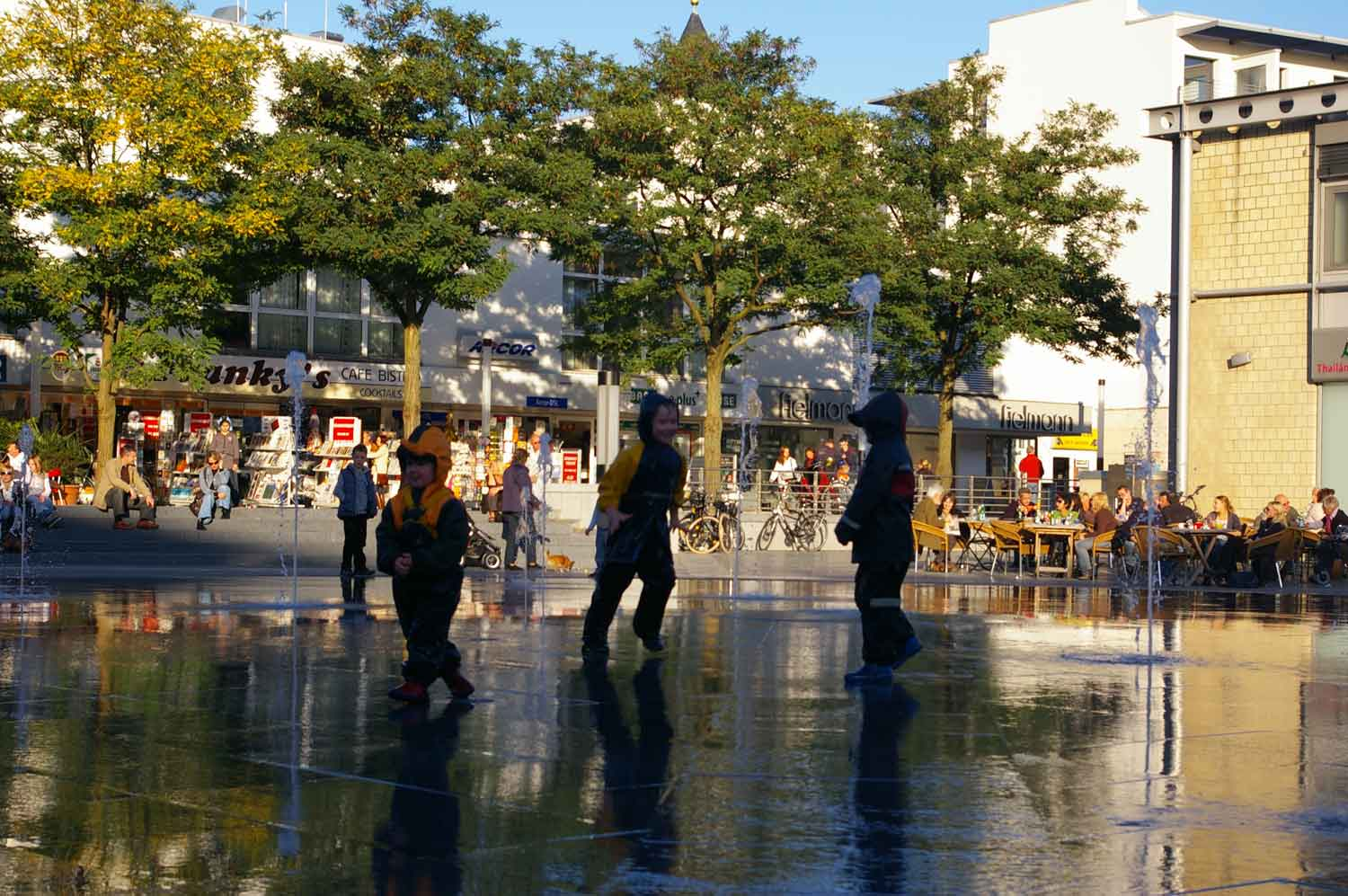
Brunnen am Markt in Immigrath

#### Die Schulen in Immigrath

##### Erste Volksschulen
Die Schulgeschichte in Immigrath begann mit einer Maria Elisabeth Schorr, Tochter des Lehrers in Reusrath, die Ende des 18. Jahrhunderts den evangelischen Kindern den weiten Weg nach Reusrath ersparen wollte. Sie wurde allerdings im Jahre 1791 wegen ihres „zweifelhaften Lebenswandels“ des Amtes enthoben, weil sie drei Kindern das Leben geschenkt hatte, ohne geehelicht zu haben. So mussten die evangelischen Kinder zunächst wieder nach Reusrath, bis im Jahre 1853 wieder eine evangelische Schule in Immigrath eingerichtet wurde. Bis zum Jahre 1839 lernten die katholischen Schüler in Richrath, bis eine katholische Volksschule, deren Gebäude heute als Katholisches Jugendheim genutzt wird, eingerichtet wurde. 1914 übersiedelte diese Schule in das noch heute bestehende Gebäude der Felix-Metzmacher-Schule. Von diesem Haus schwärmte der Autor eines Artikels im Heimatbuch 1928: „Dieses Gebäude, das nach einem Entwurf von Professor Peter Klotzbach, Barmen, errichtet wurde, darf noch heute als das schönste Schulgebäude des Schulaufsichtsbezirkes gelten, ein malerisches Bild nach außen, ein praktisches, luftiges und gesundes Heim nach innen.“

##### Heutige Schulen
Heute befinden sich in Immigrath die Gemeinschafts-Grundschule Am Brückentor (1969) mit Wurzeln in der evangelischen Volksschule von 1853. Daneben existieren die katholische Christophorus-Grundschule (1903) sowie die erneut aus der evangelischen Volksschule von 1853 hervorgegangene Gemeinschafts-Grundschule Erich-Kästner-Schule (1969) wie auch die Gemeinschafts-Hauptschule Käthe-Kollwitz-Schule (1969). Alle drei genannten Schulen liegen am Fahlerweg. Das Schulangebot ergänzen seit 1964 die Kopernikus-Realschule am Pommernweg, die 2013 neu gegründete Prismaschule (Gesamtschule) an der Fröbelstraße sowie die künftig den Schulbetrieb einstellende Johann-Gutenberg-Realschule.
Darüber hinaus hat die seit 1946 bestehende Volkshochschule, deren Schulräumlichkeiten sich im Kulturzentrum am Ganspohl befinden, ihren Sitz in Immigrath.

##### Konrad-Adenauer-Gymnasium

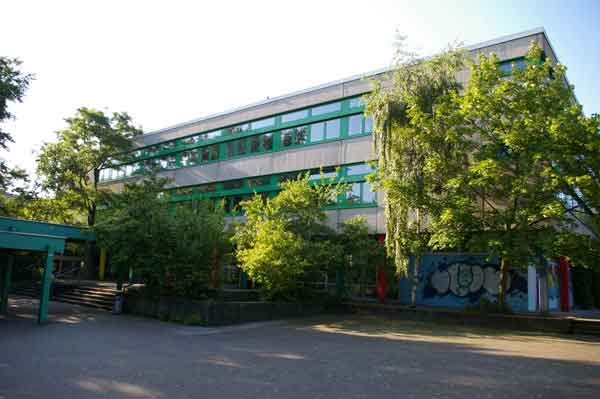
Konrad-Adenauer-Gymnasium in Langenfelds Stadtteil Immigrath

Am 19. Dezember 1963 beschloss der Rat der Stadt Langenfeld die Einrichtung eines zweizügigen (18 Klassen) umfassenden städtischen Gymnasiums für Jungen und Mädchen. Mit dem Aufbau sollte am 1. April 1967 begonnen werden. Auslösendes Moment waren steigende Schülerzahlen und der Wunsch, die bestehenden Realschulen zu entlasten. Am ersten Dezembersonntag des Jahres 1966 wurde dann in der Turnhalle der Realschule am Pommernweg das neue Gymnasium der Stadt feierlich eröffnet. Im ersten Jahr besuchten 80, im zweiten Jahr bereits 250 Schüler die Schule, deren erster Schuldirektor Dr. Fritz Vomhof war. Im Herbst 1969 erreichte die Schülerzahl bereits 550 Schüler, so dass der Umzug von der Gieslenberger Straße in das neue Gebäude Auf dem Sändchen mit der offiziellen Einweihung am 6. Juni 1970 sehr begrüßt wurde.
Architektonisch betrachtet, ist der dreigeschossige Hauptbau um ein Atrium errichtet, beide quadratischen Grundrisses. Er verfügt an drei der vier Ecken über jeweils ein- bis zweigeschossige Anbauten, ebenfalls quadratischen Grundrisses, wobei sich im Lehrertrakt erneut ein Atrium findet. Durch Fensterfronten im Erdgeschoss nach außen wie zum Atrium hin kann das Gebäude in Nord-Süd-Richtung (oder umgekehrt) durchblickt werden. Dies verleiht dem mit Waschbetonplatten verkleideten Gebäude eine gewisse Leichtigkeit. Insgesamt erinnere die Schule, obwohl sie im Stile ihrer Zeit erbaut sei, so meinen manche, aufgrund des Grundrisses an antike, römische Vorbilder.

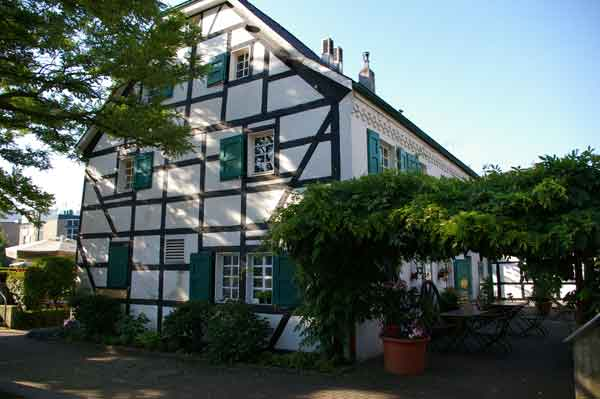
Baudenkmal Haus Arndt, Immigrath-Ganspohl
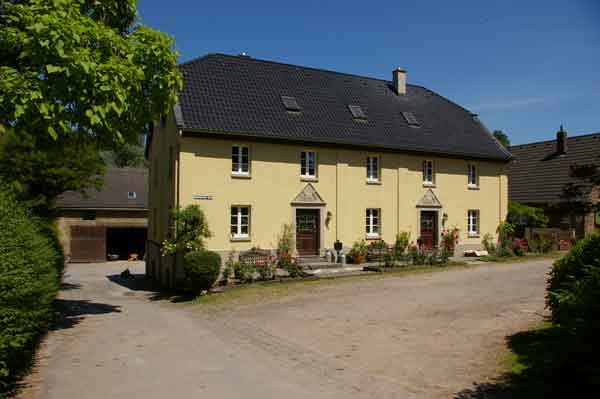
Baudenkmal Gladbacher Hof, Immigrath-Gladbach
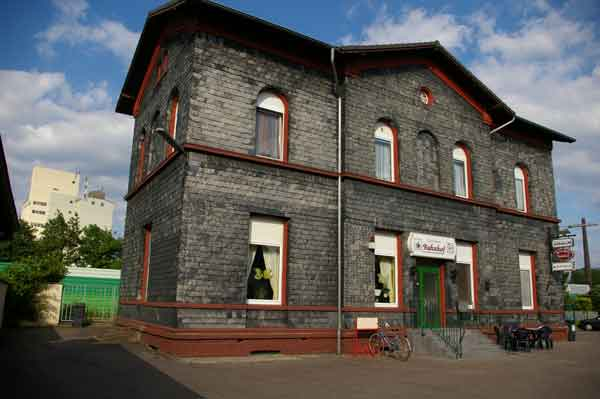
Bahnhof Immigrath (1874), noch nicht Baudenkmal
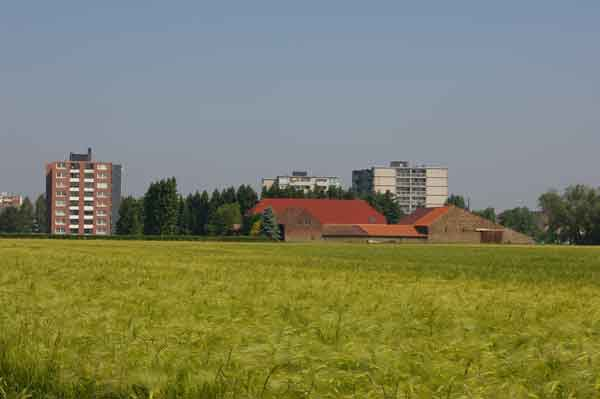
Flachenhof in Immigrath vor Hochhäusern

## Historische Gebäude

### Profanbauten
Neben den Kirchen sind noch wenige Profanbauten erhalten, die von einer langen Siedlungsgeschichte Langenfelds künden. Zu den oben gezeigten Gebäuden im Einzelnen:
- Haus Arndt trägt im Erkergiebel die Jahreszahl 1667, doch ist das Jahr der Errichtung unbekannt. Zudem wurde das Gehöft mutmaßlich nicht durch eine Person mit Namen Arndt erbaut. Nach heutiger Kenntnis erhielt das Haus erst nach Erwerb durch den Bauunternehmer Ludwig Arndt, der das damals landwirtschaftlich genutzte Anwesen 1898 kaufte, diese Bezeichnung. Die beiden unter Denkmalschutz stehenden Gebäude wurde zwar 1991/92 von Grund auf saniert, doch wurde der gastronomischen Nutzung des Haupthauses nur unzureichend Rechnung getragen. Eine erneute Sanierung dieses Gebäudes wurde 2014 durchgeführt. Der ebenfalls in Fachwerkbauweise ausgeführte südwestlich errichtete, freistehende Stall beherbergt heute eine Weinhandlung.[4]
- Das Herrenhaus des Gladbacher Hofs stammt aus dem Jahre 1786. Es soll über Jahrhunderte hinweg im Besitz adeliger Familien gewesen sein. Bekanntermaßen aber ging es 1888 an einen Karl Halbach und 1917 an Rudolf Kronenberg. Seit 1969 ist es im Besitz der Stadt Langenfeld.
- Der Immigrather Bahnhof wurde am 18. November 1874 seiner Bestimmung übergeben. Er liegt an der Bahnstrecke Speldorf–Richrath–Immigrath–Opladen–Morsbroich–K-Mülheim–Troisdorf, die heute fast ausschließlich mit Güterzügen betrieben wird oder aber auf der leere Intercityzüge zwischen Ausbesserungswerk in Dortmund und Köln pendeln. Der Haltepunkt in Richrath wurde am 1. Oktober 1898 eröffnet, jedoch halten an beiden Orten heute keine Züge mehr.
- Der in der Nähe der Motte am Blockbach liegende Flachenhof ist baulich betrachtet zwar jüngeren Datums, könnte jedoch als Wirtschaftshof einstmals zur Motte Flachenhof am Blockbach gehört haben. Scherbenfunde an dieser Motte jedenfalls sowie von der Wissenschaft gezogene Parallelen aus der Untersuchung der Motte Husterknupp lassen eine Besiedlung an dieser Stelle bis zurück in das elfte oder zwölfte Jahrhundert vermuten.[1][4] Soweit im Übrigen „die Sage vom versunkenen Schloss“ an dieser Motte festgemacht wird, sei auf den Wortlaut der Überlieferung Heinz Müllers unter „Hapelrath“ verwiesen. Die Sage nimmt ausdrücklich Bezug auf einen sandigen Hügel und nicht auf eine noch heute vom Wasser umgebene Turmhügelburg. Von ihr wird zudem berichtet, dass sie noch bis in das 19. Jahrhundert hinein sehr gut erhalten war.[1][4]

### Die Kirchen Immigraths

#### Die Kapelle am Steinrausche
Die Kirchengeschichte Immigraths beginnt mit einer Kapelle, die am „Steinrausch“ gestanden haben soll. Eine erste Unsicherheit ergibt sich bei der Deutung des Namens: Zum einen nimmt man das Rauschen über Steine im Bachlauf als Ursprung an, was allerdings aufgrund des sandigen und ebenen Geländes eher unwahrscheinlich erscheint. Gleiches gilt für weitere Interpretationen in Richtung auf den ersten Wortbestandteil „Stein“ in dieser überwiegend sandigen Heidelandschaft. Abgehoben wirkt zudem eine Interpretation über die phonetische Übersetzung des germanischen „labis“ (= Bach) in das fast gleich klingende lateinische „lapis“ (= Stein). Spannender wird dagegen die Vermutung über den Pflanzennamen „Steinrausch“, mit der die Krähenbeere bezeichnet wurde. Diese kommt in Heiden und auf Dünen als Strauchgewächs vor. Die Zitterpappel, im Volksmund „Rausche“ genannt, könnte ebenfalls Patin des Namens gewesen sein. Und schließlich werde mit „Rauschen“ in der Jägersprache auch das Schwarzwild bezeichnet.
Die älteste Erwähnung der Kapelle findet sich in einer Schuldurkunde aus dem Jahre 1676. Daraus ist zu erfahren, dass die Kapelle auf Kosten der Eheleute Winand und Margaretha Stein errichtet worden sei. Dass die Kapelle dem heiligen Josef von Nazaret gewidmet wurde, offenbaren erst spätere Quellen. Da weiterhin 1662 durch den Pastor von Richrath, Thomas Wendelen, ausgeführt wurde, dass sich in seinem Bezirk keine Kapellen, Klöster oder andere heilige Orte befinden, muss geschlossen werden, dass diese erste Kapelle nach 1662 und vor 1676 erbaut worden sein muss. Eine genauere Datierung ist nicht möglich.
Bei dieser ersten Kapelle muss es sich um ein kleines, ärmliches Gebäude gehandelt haben, von Hochwassern des Bachs ständig in Mitleidenschaft gezogen. Der Bau musste jedenfalls aufgrund seiner Baufälligkeit 1830 abgebrochen werden. Errichtet war diese erste Kapelle aus Fachwerkflechtwänden und stand auf steinernen Fundamenten. Ihr folgte eine zweite, etwa 8,80 m lange und 5,65 m breite Kapelle, die als geräumiger beschrieben wurde. Während sich weitere schriftliche Zeugnisse über die neue Kapelle nicht finden, berichtet die Festschrift über St. Josef, dass der Bau polizeilicherseits gestoppt werden musste. Als der Bau schon bis auf die Dachbekleidung fertig gewesen sei, habe man die Weiterführung untersagt und die Wände wieder abbrechen lassen. Statt des Kapellchens sei ein einfaches Kreuz errichtet worden, welches sich heute vor dem Rathaus an der Ecke Solinger Straße / Theodor Heuss Straße befindet.

#### St. Josef
Die Zuwanderung nach Langenfeld verstärkte ab 1880 der Ruf nach einer eigenen Pfarrkirche in Immigrath. Versammlungen hierzu wurden im Katholischen Jugendheim abgehalten. Grundsteinlegung für St. Josef war 1886. Die Fertigstellung des Turms erfolgte 1924, das Stahlgeläute wurde im Frühjahr 1925 im Turm aufgehängt. Die Marienglocke der Notkirche wurde danach an St. Paulus abgegeben.

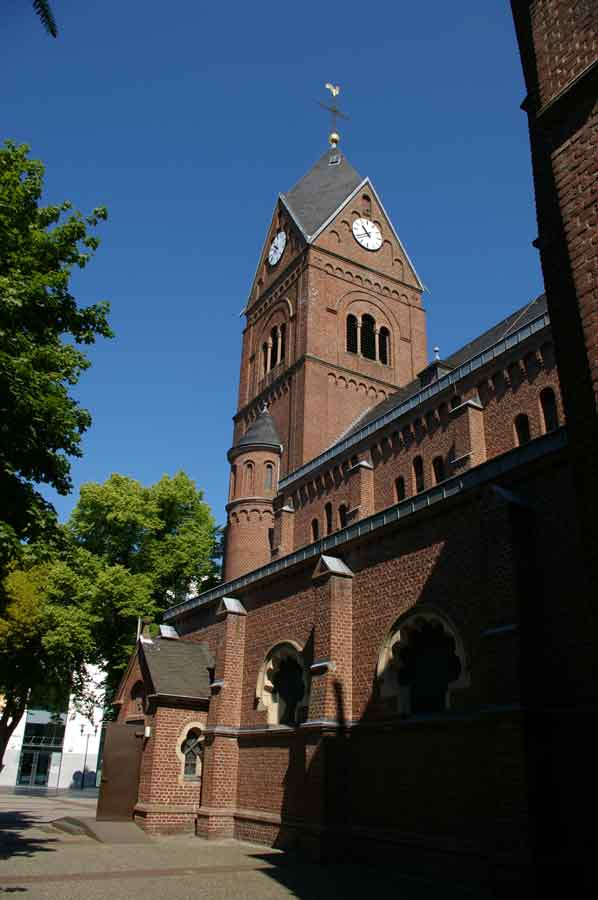
Pfarrkirche Sankt Josef in Langenfeld-Immigrath
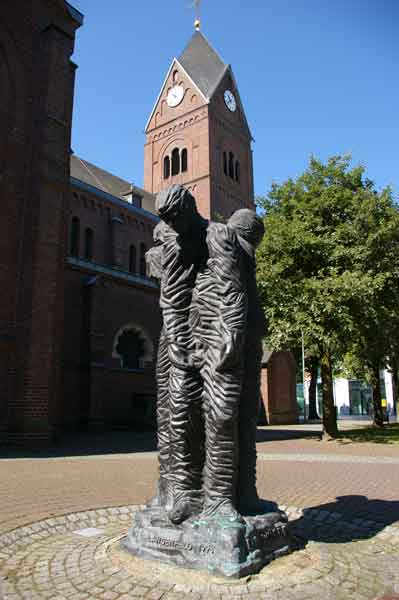
Skulptur vor Sankt Josef für Menschenrechte
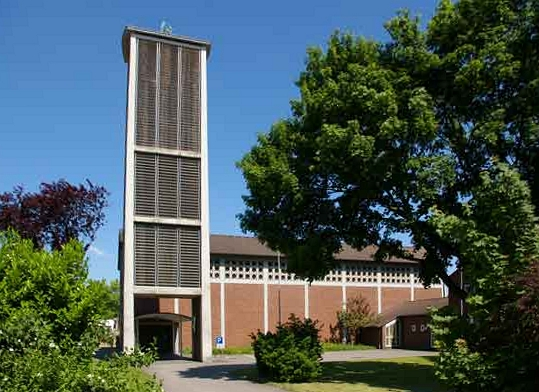
St. Mariä Himmelfahrt in der Hardt (Langenfeld)
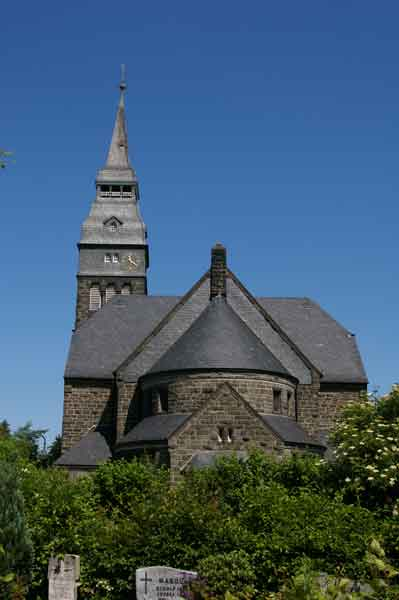
Ev. Erlöserkirche in der Hardt (Langenfeld)

#### St. Mariä Himmelfahrt
Im April 1951 erwarb die Kirchengemeinde St. Josef zum Bau einer Tochterkirche in der Hardt 6740 m² Land. Das Anwachsen der Zahl der Gläubigen in der Gemeinde hatte die Erweiterung notwendig werden lassen. Erbaut wurde die Kirche dann 1956 nach den Plänen des Architekten Bernhard Rotterdam. 1958 wurde die Kirchengemeinde in den Rang einer Rektoratspfarre erhoben.

#### Evangelische Erlöserkirche
Nicht nur die Zahl der katholischen Christen wuchs durch den Zuzug von Fabrikarbeitern an, sondern auch die Zahl der Protestanten in Immigrath. Deshalb wurde als zweite und bis heute größte evangelische Kirche die Erlöserkirche in der Hardt erbaut. Eingeweiht wurde das aus grauen Natursteinquadern errichtete Gotteshaus unter Pfarrer Buse im November 1909.

## Bevölkerung
Am 31. Dezember 2007 (Stichtag) lebten 16.651 Einwohner in Immigrath, dem damit bevölkerungsreichsten Stadtteil der Stadt Langenfeld (Rheinland).

## Wirtschaft
Der nach Langenfeld von der A 3 aus in die Hardt Einfahrende wird gewahr, dass insbesondere Immigrath zu einem nicht unerheblichen Teil durch Industrie und Gewerbe geprägt ist. So findet sich südlich der B 229 der Hauptsitz der ara-Gruppe (ara-shoes), einer der größten Arbeitgeber Langenfelds. Über die Schneiderstraße ist weiterhin das Industriegebiet Ost, welches sich bis nach Richrath erstreckt, zu erreichen. Metallverarbeitende Betriebe, wie Arco-Pumpen, Cornelius Apparatebau, Lindau-Galvanotechnik, Schmees Edelstahlwerk, Vits oder Groove (Deutschland) Autokrane und andere, Speditionen wie Kraftverkehr Nagel, Deutsche Kleiderspedition DKS und andere, sowie mannigfach weiteres produzierendes oder Handel treibendes Gewerbe sind dort beheimatet. Eine weitere Autobahnanbindung schließlich mündet über die A 542 und die Bergische Landstraße aus Richtung Leichlingen in die Schneiderstraße ein, die damit eine der verkehrsreichsten Straßen der Stadt ist.

## Vereine
- Langenfelder Schützen von 1834
- VfB 06 Langenfeld
- Quartettverein Gladbach von 1919
- St. Sebastianus Schützenbruderschaft Immigrath, gegründet am 24. September 1924
- Kolpingsfamilie Immigrath, gegründet am 9. April 1930
- Sportgemeinschaft Langenfeld 92/72 e. V., hervorgegangen u. a. aus dem Immigrather Turnverein (ITV) von 1892
- Federballclub Langenfeld 1954 e. V.

## Persönlichkeiten
- Oskar Prigge, (gestorben 1960), Gardesoldat Maikäfer Berlin, Arzt mit Arzneikenntnissen (Dr. Prigges Grippepulver), Leiter des Richrather Krankenhauses von 1912 bis 1933, 1912 Mitbegründer und 1947 Wiederbegründer des Deutschen Roten Kreuzes in Langenfeld, Mitglied und ab 1919 Vorsitzender der Zentrumspartei, Kopf einer katholischen Widerstandsbewegung gegen den Naziherrschaft in Langenfeld, Mitbegründer der CDU und einziger „Stadtältester“ (1959) in Langenfeld.[1]
- Anton Hubert Rohde (1868–1945), Pfarrer an St. Josef von 1906 bis 1945,[14] Mitglied des Zentrums und vor Prigge Vorsitzender dieser Partei,[1] formierte mit Prigge den Widerstand
- Bernhard Rotterdam (1893–1974), ein Architekt der insbesondere im Bereich des Erzbistums Köln zahlreiche Kirchen entwarf.
- Josef Schmitz (1886–1970), Gardesoldat Maikäfer Berlin, 34 Jahre (1928–1962) Kirchenschweizer an St. Josef,[14] Zentrumsmitglied, CDU-Gründungsmitglied in Langenfeld, gehörte mit zum Widerstand, bewahrte u. a. während des Zweiten Weltkriegs Monstranzen und anderes Liturgisches Gerät sowie Urkunden des Düsseldorfer Franziskaner-Klosters in seinem Haus auf.[4]